# Hans-Carossa-Gymnasium Landshut
Das Hans-Carossa-Gymnasium (HCG) in Landshut ist ein nach dem Arzt und Lyriker Hans Carossa benanntes sprachliches (SG) und humanistisches (HG) und seit September 2011 auch ein naturwissenschaftlich-technologisches Gymnasium (NTG). Die Schulgebäude liegen in der Innenstadt von Landshut in der Freyung. Im Schuljahr 2023/2024 wurden 625 Schülerinnen und Schüler von 56 hauptamtlichen Lehrkräften und weiteren Lehramtsreferendaren des angegliederten Studienseminars unterrichtet.

## Geschichte
Das spätere Hans-Carossa-Gymnasium wurde 1629 von den Jesuiten gegründet, die vor der Lehrtätigkeit 100 Schüler aus der Pfarrschule von St. Martin in das Gymnasium aufnahmen. Der Unterricht wurde („erster Schultag“ war der 24. Oktober 1629) anfangs im Rätzensteinischen Haus gehalten, das sich aber schon nach sehr kurzer Zeit als zu klein erwies, und die Schule in ein Haus am Nahensteig verlegt wurde. Schon ein Jahr später, 1630, zählte die Schule 250 Knaben.
Der Dreißigjährige Krieg ließ auch das Gymnasium in Landshut nicht unberührt. Insgesamt wurde die Stadt drei Mal (1632, 1634 und 1648) von feindlichen Truppen besetzt. Häufige und lang andauernde Unterrichtsausfälle waren die Folge. Auch wurde das Jesuitenkolleg überfallen und geplündert.
Nach der Aufhebung des Jesuitenordens 1773, führte in den 1770er-Jahren Kurfürst Maximilian III. Josephs Schulreformierungen im Sinne des aufgeklärten Absolutismus durch. Die Jesuiten mussten nach der zeitweisen Aufhebung des Ordens 1773 das Kolleg aufgeben. Das Gymnasium bestand allerdings noch bis 1813 weiter, bis es ganz aufgelöst wurde. Bereits 1821 wurde die Schule wiedergegründet. 1839 zog die Schule in das lange vorher aufgelöste Franziskanerinnenkloster Landshut um, wo sie sich auch heute noch befindet. Seitdem sind weitere Gebäude hinzugekommen. 1961 wurde das Gymnasium zu Ehren des ehemaligen Schülers der Anstalt, des Schriftstellers und Arztes Hans Carossa, in „Hans-Carossa-Gymnasium“ umbenannt.
Die Schule bot von 1999 bis 2002 im Rahmen des Schulversuchs Europäisches Gymnasium einen dritten Zweig an, den die Mehrheit der Schüler dieser vier Jahrgänge auswählte. Mit dem Eintritt des Jahrgangs 2002 in die gymnasiale Oberstufe im Herbst 2009 endete der Schulversuch.
2004 feierte das Hans-Carossa-Gymnasium sein 375-jähriges Jubiläum, im gleichen Jahr wie das 800-jährige Stadtjubiläum Landshuts, zu dessen Anlass die seit Jahrzehnten als Aula genutzte Heilig Kreuzkirche restauriert wurde.

## Entwicklung
Im Jahr 2008 wurden erste Überlegungen zur Einrichtung eines weiteren Zweiges angestellt, was einen Erweiterungsbau nötig gemacht hätte. Diese Erweiterung war aufgrund der steigenden Schülerzahlen nötig, da das Hans-Leinberger-Gymnasium trotz seines neuen Erweiterungsbaus schon an seine Kapazitätsgrenzen stieß. Durch Mehrheitsbeschluss des Schulforums wurde der Vorschlag allerdings abgelehnt.
Mitte Juli beschloss das Schulforum des Hans-Carossa-Gymnasiums den Antrag auf Einrichtung eines naturwissenschaftlich-technologischen und eines musischen Zweigs, um die langfristige Erhaltung der Schule zu sichern und die Entlastung anderer Gymnasien leisten zu können. An Latein als erster Fremdsprache sollte jedoch festgehalten werden. Dieser Beschluss wurde in der Schulforumssitzung vom 21. Oktober 2009 bekräftigt. Anschließend wurde ein offizieller Antrag auf Erweiterung um die genannten Zweige gestellt.
Im August 2010 wurde von Seiten des bayerischen Kultusministeriums die Einrichtung eines naturwissenschaftlich-technologischen Zweigs ab dem Schuljahr 2011/12 genehmigt, ein musischer Zweig wurde abgelehnt.
Ab September 2010 begannen umfassende Sanierungsmaßnahmen. Seit September 2012 steht der Schule ein aufwendig saniertes, modernen pädagogischen Anforderungen entsprechendes Hauptgebäude zur Verfügung, dem 2015 eine umfangreiche Sanierung der naturwissenschaftlichen Fachbereiche, die durch die Zweigerweiterung notwendig geworden war, folgte. Diese wurde 2022 abgeschlossen.

## Ausbildungsrichtungen
Das HCG ist ein sprachliches (Französisch oder Spanisch ab der achten Klasse), humanistisches (Griechisch ab der achten Klasse) und ein naturwissenschaftlich-technologisches (Chemie anstatt dritter Fremdsprache ab der achten und Informatik ab der neunten Klasse) Gymnasium. Als Alleinstellungsmerkmal gilt Latein, mit welchem alle Schüler ab der fünften Klasse beginnen.
| Sprachliche Ausbildungsrichtung                          | |
| Sprachen                                                 | ab 5. Klasse: 1. Fremdsprache: Latein ab 6. Klasse: 2. Fremdsprache: Englisch ab 8. Klasse: 3. Fremdsprache: Französisch oder Spanisch |
| Humanistische Ausbildungsrichtung                        | |
| Sprachen                                                 | ab 5. Klasse: 1. Fremdsprache: Latein ab 6. Klasse: 2. Fremdsprache: Englisch ab 8. Klasse: 3. Fremdsprache: Altgriechisch             |
| Naturwissenschaftlich-technologische Ausbildungsrichtung | |
| Sprachen                                                 | ab 5. Klasse: 1. Fremdsprache: Latein ab 6. Klasse: 2. Fremdsprache: Englisch                                                          |
| Schwerpunkte                                             | ab 8. Klasse: Chemie, Profilstunden ab 10. Klasse: Informatik                                                                          |

## Schulleben
Entwicklung der Schülerzahlen
| Schuljahr | Anzahl der Schüler |
| --------- | ------------------ |
| 2003/2004 | 789                |
| 2004/2005 | 824                |
| 2005/2006 | 875                |
| 2006/2007 | 940                |
| 2007/2008 | 1000               |
| 2008/2009 | 1009               |

| Schuljahr | Anzahl der Schüler |
| --------- | ------------------ |
| 2009/2010 | 1019               |
| 2010/2011 | 1004               |
| 2011/2012 | 915                |
| 2012/2013 | 891                |
| 2013/2014 | 849                |
| 2014/2015 | 792                |

| Schuljahr | Anzahl der Schüler |
| --------- | ------------------ |
| 2015/2016 | 745                |
| 2016/2017 | 712                |
| 2017/2018 | 690                |
| 2018/2019 | 683                |
| 2019/2020 | 657                |
| 2020/2021 | 608                |

| Schuljahr | Anzahl der Schüler |
| --------- | ------------------ |
| 2021/2022 | 603                |
| 2022/2023 | 600                |
| 2023/2024 | 625                |

Entwicklung der Anmeldezahlen
| Schuljahr | Anzahl der Schüler |
| --------- | ------------------ |
| 2014/2015 | 82                 |
| 2015/2016 | 92                 |
| 2016/2017 | 85                 |

| Schuljahr | Anzahl der Schüler |
| --------- | ------------------ |
| 2017/2018 | 91                 |
| 2018/2019 | 91                 |
| 2019/2020 | 81                 |

Entwicklung der Abiturientenzahlen
| Schuljahr | Anzahl der Schüler |
| --------- | ------------------ |
| 2013/2014 | 114.               |
| 2016/2017 | 93                 |
| 2019/2020 | 94                 |
| 2021/2022 | 64                 |
| 2022/2023 | 68                 |
| 2023/2024 | 70                 |

Es gibt eine Oberstufen-Theatergruppe und Schüler einer elften Klasse treffen sich während des Schulunterrichts regelmäßig zum Gespräch mit Senioren.
Im April 2016 feiern die Literaturtage (Motto „Grenzüberschreitungen“) am HCG ihr zehnjähriges Jubiläum. Sie finden alle zwei Jahre statt.

SOR-SMC-Logo

Das Gymnasium nimmt unter anderem an folgenden Initiativen/Programmen teil:
- Schule ohne Rassismus – Schule mit Courage
- Umweltschule in Europa / Internationale Agenda 21-Schule
- Fair Trade School

Das Hans-Carossa-Gymnasium ist Träger der Europaurkunde.

### Partnerschulen
Das Gymnasium führt Austauschprogramme für Schüler mit folgenden Schulen durch:
- Italien: Liceo Classico-Linguistico G. Zanella in Schio
- Australien: Emmanuel College in Gold Coast
- Spanien: IES Batalla de Clavijo, Logroño, La Rioja
- Griechenland: 5. Gymnasium von Chalandri

### Bistro „Ca’Rossini“
Seit 2007 verfügt die Schule über ein Bistro, das den Schülern und Lehrern ein warmes Mittagessen, bestehend aus Fleisch- und Nudelgerichten und einer Mehlspeise, Salat und Dessert ermöglicht. Zudem bekommen die Gäste des Bistros kostenlos Wasser. Die Anzahl der Essen ist zurzeit (an starken Tagen mit Nachmittagsunterricht) auf 120–150 pro Tag angewachsen.

### Internet-Radio „LA Wave“
Schüler des HCG betreiben seit 2003 ein Schulradio. Bis 2011 bestand das Format aus vereinzelten Sendungen während der Pausen mit größeren Einzelbeiträgen. Beim deutschlandweiten Wettbewerb „Tatfunk“ belegte man dreimal den ersten Platz. Seit 2012 ist es im Rahmen eines P-Seminars organisiert. Seit März 2013 ist es als Internetradio mit dem Namen „LA Wave“ registriert und ist unregelmäßig an Schultagen abends zwischen 18 und 19 Uhr mit der „wavesession“ online. Ab dem Schuljahr 2024/25 wird dieses Angebot durch die Produktion von schuleigenen Podcastreihen im Rahmen von P-Seminaren ergänzt.

## Bekannte ehemalige Schüler
- Roland Berger (* 1937): Unternehmensberater
- Dominik Brunner (1959–2009): Manager der Erlus AG, verstarb am 12. September 2009 am S-Bahnhof München-Solln durch ein Gewaltverbrechen
- Hans Carossa (1878–1956): Arzt, Lyriker und Autor
- Wilhelm Dieß (1884–1957): Autor, Erzähler
- Rita Falk (* 1964): bekannte Autorin von „Provinzkrimis“
- Karl Gebhardt (1897–1948): Chirurg und Leibarzt Heinrich Himmlers
- Wolfgang Götzer (* 1955): Mitglied der CDU/CSU-Fraktion im Deutschen Bundestag von 1984 bis 1987 und 1990 bis 2013
- Rainer Haselbeck (* 1970): Regierungspräsident von Niederbayern seit 1. Dezember 2016
- Roman Herzog (1934–2017): Bundespräsident von 1994 bis 1999
- Heinrich Himmler (1900–1945): Reichsführer der Schutzstaffel (SS) während des Dritten Reiches
- Gerald Huber (* 1962): Historiker, Journalist (Bayerischer Rundfunk) und Autor
- Herbert Huber (1935–2016): CSU-Landespolitiker, bayerischer Staatskanzleichef a. D. und Staatssekretär a. D., von 1966 bis 2008 Stadtrat von Landshut, Ehrenbürger der Stadt Landshut
- Theophil Huebpauer (1749–1806), Augustiner
- Susanne Kellermann (* 1974): deutsche Kamerafrau, Regisseurin, Produzentin und Schauspielerin
- Martin Lindauer (1918–2008): Verhaltensforscher
- Konrad Graf von Preysing (1880–1950): Kardinal, Bischof von Eichstätt und Berlin
- Sascha Priester (* 1972): Fachjournalist, war zwei Jahre lang Chefredakteur der Wissensmagazine P.M. History, P.M. History Special, P.M. Biografie und P.M. Perspektive
- Markus Riederer (* 1956): Botaniker, Mitglied der Bayerischen Akademie der Wissenschaften
- Peter Röckl (* 1945): Dirigent und Musiker, von 1980 bis 2009 auch Lehrer am HCG
- Marlene Schönberger (* 1990): Politikerin Bündnis 90/Die Grünen, Mitglied im Deutschen Bundestag seit 2021
- Rudolf Streinz (* 1953): Universitätsprofessor an der LMU München, Lehrstuhl für öffentliches Recht und Europarecht, ehemals Stadtrat in Landshut
- Ludwig Thoma (1867–1921): Journalist und Autor
- Hermann Unterstöger (1943–2025): Journalist (Süddeutsche Zeitung) und Autor
- Karl von Wenninger (1861–1917): bayerischer Generalleutnant des 1. Weltkriegs
- Willi Wolf (1938–2018): Verwaltungsbeamter und Bayerischer Senator